# Iugoslávia nos Jogos Olímpicos de Verão de 1964
Atletas da República Federal Socialista da Iugoslávia competiram nos Jogos Olímpicos de Verão de 1964 em Tóquio, Japão.

## Medalhistas
| Medalha           | Nome | Esporte       | Evento                            |
| ----------------- | --- | ------------- | --------------------------------- |
| Medalha de ouro   | Miroslav Cerar | Ginástica     | Cavalo com alças                  |
| Medalha de ouro   | Branislav Simić | Lutas         | Greco-romana masculina peso médio |
| Medalha de prata  | Ozren Bonačić Zoran Janković Milan Muškatirović Ante Nardeli Frane Nonković Vinko Rosić Mirko Sandić Zlatko Šimenc Božidar Stanišić Karlo Stipanić Ivo Trumbić | Polo aquático | Competição masculina              |
| Medalha de bronze | Miroslav Cerar | Ginástica     | Barra fixa masculino              |
| Medalha de bronze | Branislav Martinović | Lutas         | Greco-romana masculina peso pena  |